# Саїманга улугуруйська
Саїманга улугуруйська (Anthreptes neglectus) — вид горобцеподібних птахів родини нектаркових (Nectariniidae). Мешкає в Кенії, Танзанії і Мозамбіку.

## Поширення і екологія
Улугуруйські саїманги мешкають на сході Кенії, Танзанії і Мозамбіку, зокрема в горах Улугуру. Вони живуть в рівнинних і гірських тропічних лісах, чагарникових заростях і на плантаціях.